# Kaffe
Kaffe — вільна віртуальна машина Java.
Kaffe зроблений за допомогою  дизайну чистого приміщення для віртуальної машини Java. Він поставляється з набором  Java Platform, Standard Edition (Java SE), Java API та інструментами, необхідними для забезпечення роботи Java Runtime Environment. Як і більшість інших безкоштовних віртуальних машин Java, Kaffe використовує GNU CLASSPATH як бібліотеку класів. 
Kaffe, випустила перший реліз в 1996 році, це було першою імплементацією Java з відкритим вихідним кодом. Спочатку проєкт розвивався в рамках іншого проєкту, та потім він зробився настільки популярними, що розробники Тим Вілкінсон і Пітер Мехліц заснував Transvirtual Technologies, Inc з Kaffe як флагманським продуктм компанії. У липні 1998 року Transvirtual випустила Kaffe OpenVM під GNU General Public License. Зараз Kaffe  розробляється  командою програмістів з усього світу.
Kaffe значно повільніше, ніж комерційні реалізації. Але за розміром Kaffe значно менше, тому пропонується розробникам вбудованих систем. Kaffe був перенесений на більш ніж 70 платформ.